# Pigeonnier du Salin

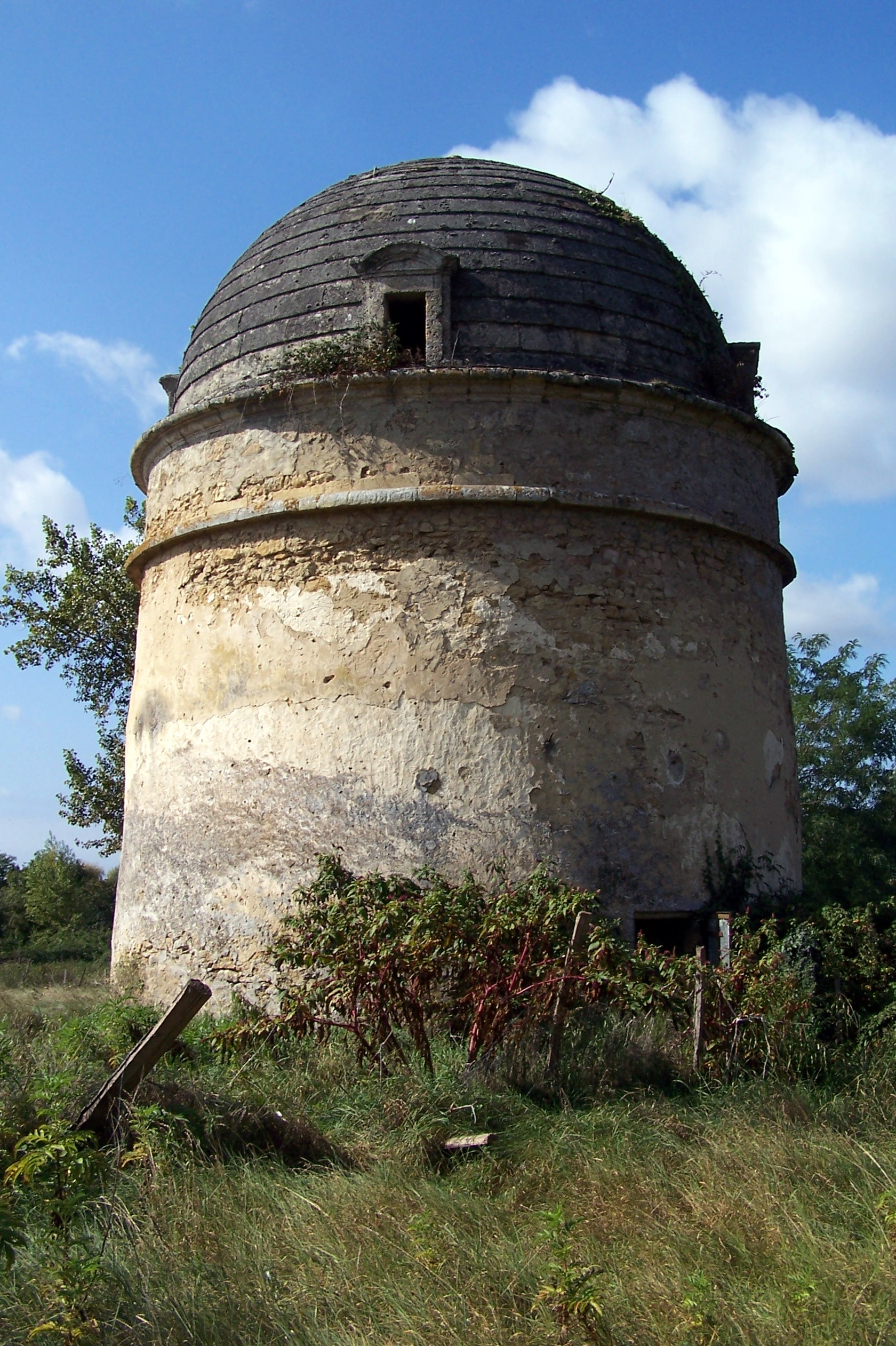
Taubenturm in Saint-Pardon-de-Conques

Der Pigeonnier du Salin (französisch colombier oder pigeonnier für Taubenturm) in Saint-Pardon-de-Conques, einer französischen Gemeinde im Département Gironde in der Region Nouvelle-Aquitaine, wurde im 17. Jahrhundert errichtet. Der Taubenturm steht seit 1978 als Monument historique auf der Liste der Baudenkmäler in Frankreich.
Der runde Turm aus verputztem Bruchsteinmauerwerk gehört zu den Lagergebäuden des Salzhafens an der Garonne. Er wird von einer Kuppel mit vier Dachgauben bedeckt, die den Zugang für die Tauben bilden. Die Gauben sind mit einem runden Bogen geschmückt.